# Ficus tenuicuspidata
Ficus tenuicuspidata är en mullbärsväxtart som beskrevs av Edred John Henry Corner. Ficus tenuicuspidata ingår i släktet fikonsläktet, och familjen mullbärsväxter. Inga underarter finns listade i Catalogue of Life.